# Прелучи (Бакау)
Прелучи (рум. Preluci) насеље је у Румунији у округу Бакау у општини Агаш. Oпштина се налази на надморској висини од 509 m.

## Становништво
Према подацима из 2002. године у насељу је живело 909 становника, од којих су сви румунске националности.